# Museo Hospital de la Roca (búnker nuclear)
El Hospital de la Roca (Hospital Quirúrgico de Emergencia de la capital a veces incorrectamente: Hospital Antiaéreo Quirúrgico) es un establecimiento de unos 2300 m² debajo del Barrio del Castillo de Buda que fue utilizado en la Segunda Guerra Mundial y en la época de la Revolución Húngara de 1956. Durante la Guerra Fría era un objeto Top Secret con la denominación LOSK 0101/1, un llamado Hospital Antiaéreo Quirúrgico. Después de la resolución de ser secreto, abrió sus puertas ante los visitantes en 2008.
Se puede conocer la historia del hospital y el desarrollo de la medicina militar mediante la exposición de figuras de cera más grande de Hungría y se puede ver también los utensilios y aparatos de la defensa civil. En julio de 2016 el Museo se amplió con dos exposiciones permanentes. El asedio de Budapest muestra las batallas de 1944/1945 de la capital húngara, y la "Mi vida es la muerte, el destructor de mundos" aborda el tema de la introducción de las armas nucleares. La exposición se llevó a cabo con la colaboración del museo japonés Hiroshima Peace Memorial Museum.
El objetivo principal del Museo es dar énfasis a la importancia de la paz mostrando la cara verdadera de la guerra y dar homenaje a los héroes cotidianos: médicos, enfermeras, voluntarios que dieron testimonio de su humanidad en los momentos más duros de la historia del siglo XX.

## La historia y la operación del Hospital de la Roca

### 1939-45
El Hospital de la Roca se halla debajo del Barrio del Castillo de Buda.
Debajo de la colina del castillo se halla un sistema de cuevas, aproximadamente 10 kilómetros de longitud. A lo largo de la historia, los residentes del barrio del castillo lo utilizaban, ampliaban, reconstruían este sistema de cuevas.
La víspera de la Segunda Guerra Mundial las galerías fueron unidas y fortificadas y el número de las bajadas fue limitado para utilizar este sistema de cuevas a unos 10-15 metros de profundidad como un refugio durante los posibles temporadas de bombardeos.
En aquel entonces en el barrio del castillo y su vecindad vivían muchos miembros del gobierno y de la administración pública. Dr. Károly Szendy, el alcalde de la capital ordenó la construcción de un hospital de emergencia debajo de la colina del castillo.  El establecimiento fue desarrollado en el sistema de cuevas por razones presupuestarias. De las cámaras se construyeron las salas del hospital, de las galerías, los pasillos.
Las construcciones tardaron de 1939 a 1944 y el Hospital Quirúrgico de Emergencia de la Capital se inauguró en febrero de 1944. Su papel principal era dar asistencia médica en caso de emergencia, sobre todo para los heridos (tanto civiles como militares) de los ataques aéreos.
El Hospital de la Roca perteneció al Hospital San Juan de Budapest, y su médico jefe era Dr. István Kovács, cirujano. Él trabajo con otros 40 médicos en diferentes turnos. Enfermeras voluntarias de la Cruz Roja Internacional (entre ellas condesas húngaras) les ayudaron en su trabajo.
El establecimiento fue construido para albergar a 300 personas, pero durante el asedio de Budapest se llenó de heridos. Según testigos, había 650-700 heridos en el hospital. Los que ya no cabían en el hospital, eran puestos en las cámaras de las cuevas en camillas o en sacos de paja.  La tasa de mortalidad fue alta debido a las epidemias y la falta de medicamentos.
En el hospital había civiles y soldados, y las mujeres tenían su sala separada. Soldados alemanes fueron atendidos también, pero ellos principalmente utilizaron su hospital en el mismo sistema de cuevas. Como el hospital tenía sus generadores propios, durante el asedio era posible atender a los heridos y hacer radiografías en una época cuando esos ya no eran posibles en la mayoría de los otros hospitales de Budapest. Allí trabajaban al menos 30 médicos sujetos al trabajo obligatorio.
El comisario impidió su deportación por los nazis húngaros, cambiaron el uniforme al de los soldados húngaros para poder trabajar tranquilamente. Los médicos salvaron la vida de miles de civiles y soldados. El día de la ruptura los enfermos ambulantes se fueron del hospital. Los demás fueron llevados a casa o a otros hospitales de Budapest.
Idea errónea: Los soviéticos no entraron en el hospital con lanzallamas. Esa confusión viene del hecho que en el sistema de cuevas hubo un hospital para los alemanes pero no tan desarrollado como el Hospital de la Roca. Los que quedaron allí, fueron matados por los soviéticos, usando lanzallamas. Como los soviéticos pidieron no tener soldados en el territorio del Hospital de la Roca, todo el mundo se vistió en ropas civiles, así nadie sufrió ningún daño.

### 1946-1952
Como la mayoría de los aparatos fue llevada a otros hospitales, hasta 1949 algunas salas fueron alquiladas por una compañía privada para hacer vacunaciones contra tifo a exportarlas a Yugoslavia.  A principios de los años 50 el establecimiento se convirtió en un lugar secreto con el número cifra LOSK 0101/1.
Debido a la tensión de la Guerra Fría, decidieron sobre la ampliación del hospital, en 1952 se construyó una nueva sala del hospital y se volvió a equipar también.

### 1956-1957
Aunque no estaba todo listo para entrar en funciones de nuevo, durante la revolución húngara de 1956 el hospital se puso en marcha el 25 de octubre de 1956 para atender a los civiles y soldados heridos. Por falta de enfermeras las alumnas de la Escuela Nacional de Enfermería ayudaron a los médicos y enfermeras del Hospital San Juan.
Durante estos tiempos tumultuosos nacieron 6 chicos y 1 chica en este establecimiento todavía antiaéreo.
Tras la derrota de la revolución funcionó como un centro hospitalario penitenciario. A finales de 1956 los convalecientes fueron llevados del hospital y sentenciados a prisión. Todos ellos fueron amnistiados y liberados en 1963.

### 1958-1962
Entre 1958 y 1962 el hospital fue reconstruido y ampliado para utilizarlo en caso de un ataque nuclear y/o químico también. En esa época se construyó el pasillo de seguridad y los centros de agua y ventilación.
Se construyó también un sistema de conducto de aguas y un ariete hidráulico del río Danubio, un sistema de filtros militares antigás y un abastecimiento energético con dos locomotoras GANZ de gasóleo con sus dos generadores adjuntos. Así hubiera sido posible hacer funcionar el hospital en caso de corte de corriente.
Para la reconstrucción emplearon obreros compromitados en 1956 que no podían conseguir otro trabajo ya que era muy difícil trabajar en lo profundo. El hospital fue guardado por el „tío Szabó”, capitán anterior de la Autoridad de la Defensa Estatal.

### 1962-2007
El hospital así reconstruido muy moderno siguió perteneciendo al Hospital San Juan. Según sus planes sus médicos y enfermeras destacados hubieran subido al Hospital de la Roca para sobrevivir un ataque químico o nuclear. Después de 72 horas con todas las puertas cerradas hubieran abierto el hospital para curar a los heridos.
Era un hospital muy moderno, incluso tenía instalaciones de aire acondicionado. Debido al desarrollo de las tecnologías militares el establecimiento llegó a estar obsoleto para los fines de los años 60. Como nadie se atrevió a clausurarlo, el Hospital San Juan se encargó del Hospital de la Roca y la Defensa Civil lo utilizó de almacén.
Los médicos y enfermeras mandados a la instalación hacían las prácticas de la defensa civil en el hospital hasta los mediados del los años 80.
Una familia casera vivía allí en el apartamento de la entrada hasta 2004 y en plena obligación de discreción mantenían el hospital, incluyendo el sistema de ventilación y las diferentes máquinas. También limpiaban con frecuencia, hacían las camas, esterilizaban los instrumentos médicos.
Desde 2004 los técnicos del Hospital San Juan estaban encargados de las mantenuaciones temporales.  Entre 2004 y 2006 el teatro Krétakör lo usó de escenario para sus obras de vez en cuando.
La reconstrucción y modernización empezó en 2007.

## El museo
La reconstrucción empezó en 2007 y hasta hoy día se sigue coleccionando los recuerdos de testigos y la investigación histórica también.
En 2007 tras la propuesta del Instituto y Museo de Historia Militar El Hospital de la Roca-Firma de Utilidad Pública inauguró la instalación ante los visitantes.
En 2014 el Misisterio de Recursos Humanos le otorgó la clase del museo temático. Desde hace la inauguración del Museo se sigue coleccionando los recuerdos de los testigos y se dedica a la investigación histórica también.  En 2014 el Misisterio de Recursos Humanos le otorgó la clase del museo temático y se cambió la denominación oficial del museo a Museo de la Roca Búnker Nuclear. Desde 2012 todos los años recibió el Travellers' Choice por Tripadvisor ( página web de viajes) y en 2015 y 2016 encabezó la lista de por ser el mejor museo de Hungría. En 2014 el Museo recibió el premio de la Sociedad Pulszky (La Sociedad de Museos)

## Exposiciones-inauguraciones
2008 – Hospital militar de la Segunda Guerra Mundial, exposición de medicina, Revolución de 1956 y la Guerra Fría
2008 – Búnker nuclear y exposición sobre la defensa civil (temporada de la Guerra Fría)
2008 – Centro de Alerta de la Defensa Civil, 1944
2009 – Aniversario 65 de la inauguración del Hospital de la Cueva, 1944
Los aparatos y utensilios de asistencia médica entre 1940 y 1980
2010 –  Programa educativo escolar –„Gente en inhumanidad”
2011–  Exposición conmemorativa de Friedrich Born
2012 – Exposición de Fuerzas Especiales Militares
2014 – Aniversario 70 de la inauguración del Hospital de la Roca, 1944
„ El Hospital de la Roca cobra vida”
2015 – Exposición sobre el ataque nuclear de Hirosima y Nagasaki para el aniversario 70 del acontecimiento- „ Mi vida es la muerte, el destructor de mundos”
2016 – Exposición sobre la bomba nuclear –  "Mi vida es la muerte, el destructor de mundos"
2016 – Exposición El asedio de Budapest

## Cómo llegar
La entrada del hospital en la calle Lovas queda a 2 minutos de paseo de la iglesia Matías. La entrada del Hospital de la Roca se halla a pie de las murallas del castillo debajo de las calles Szenháromság y Tóth Árpád, en la calle Lovas (Lovas út)
La parada del autobús más cerca es la de la plaza Szenháromság. (autobuses 16 y 16A)
La estación de metro más cerca es la de la plaza Széll Kálmán (línea M2) o de Déli Pályaudvar (línea M2)